# Schizochiton incisus
Schizochiton incisus är en blötdjursart som först beskrevs av Sowerby 1841.  Schizochiton incisus ingår i släktet Schizochiton och familjen Schizochitonidae. Inga underarter finns listade i Catalogue of Life.